# Orthokératologie

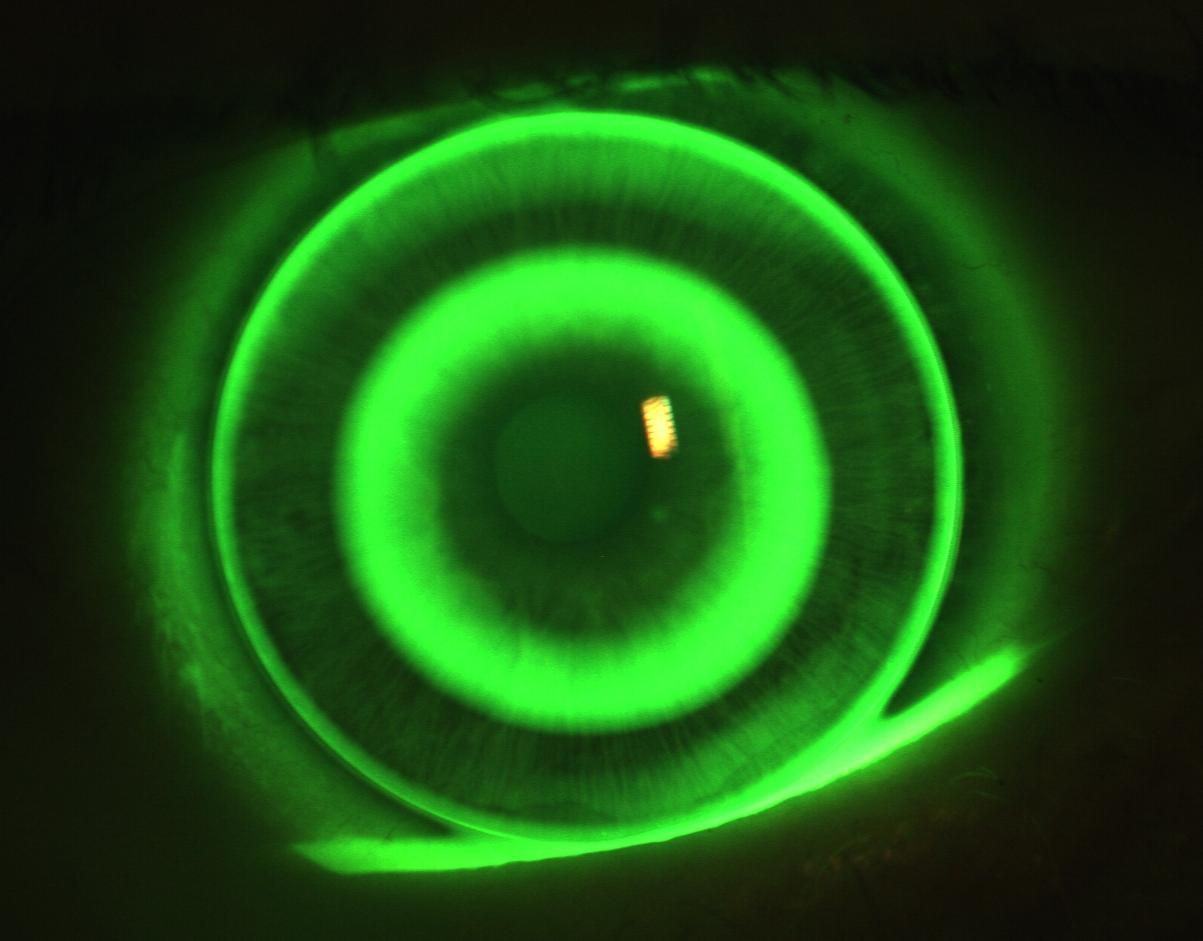
Film lacrymal coloré à la fluorescéine permettant de montrer le siège d'une lentille de contact orthokératologique.

L'orthokératologie (parfois raccourci en Ortho-K, OK ou Gentle Molding) est une méthode ophtalmologique non invasive (aucune incision, ni chirurgie) de correction de la myopie, de l'hypermétropie, de l'astigmatisme et de la presbytie. 
Elle s'effectue en remodelant la surface de la cornée, de l'œil, à l'aide de lentilles de contact cornéennes portées uniquement la nuit. Le matin, après le retrait des lentilles, la vue est claire sans lunettes ni lentilles de contact, et cela pour toute la journée.

## Description
L'orthokératologie a pour but de déplacer la première couche de cellule de cornée nommée « épithélium ». Il est constitué de six ou sept couches de cellule se renouvelant en une semaine. Les lentilles appliquent, par leur forme particulière, une légère pression, par l'intermédiaire des larmes, qui « sculptent » la cornée en déplaçant les cellules composant l'épithélium cornéen. Cette déformation obtenue en portant les lentilles la nuit permet alors de voir net la journée. La cornée peut revenir à son état initial une fois que l'on cesse l'application quotidienne de la lentille de contact. Cela est évidemment impossible lorsque la cornée a été traitée au laser. Cette méthode peut s'appliquer jusqu'à 7 dioptries de myopie,.

## Historique
Robert Morrison, docteur en optométrie, a entamé des recherches à ce sujet durant les années 1950, mais les vrais débuts de cette méthode datent des années 1960. Le marché se développe surtout depuis les années 1990 en Asie et aux États-Unis. En 2009, c'est la 3e génération de lentilles de contact de ce type qui sont dites « à géométries inverses à quatre zones ».
L'adaptation en orthokératologie est faiblement pratiquée en France, la chirurgie de la myopie y étant bien développée. Deux professions la réalisent : les ophtalmologistes spécialisés en contactologie et les opticiens ayant le matériel nécessaire, environ 150 ophtalmologistes sont formés et équipés en France. Cette technique est davantage pratiquée dans les pays anglo-saxons car l'exercice et les pratiques des optométristes y sont réglementés et le coût reste inférieur à celui de la chirurgie.